# McLean Park
Der McLean Park ist ein Cricketstadion in Napier, Neuseeland. Namensgeber war der Politiker Donald McLean. Das Stadion wird sowohl für Rugby als auch Cricket genutzt.

## Geschichte
Das Stadion steht auf dem Grund, der von einer im Jahr 1905 gegründeten Stiftung zu Ehren Donald McLeans, der für große Landkäufe von den Maori in der Region getätigt hatte, erworben wurde. Zunächst erhielt das Stadion 1912
1000 Stehplätze die über die Zeit hin erweitert wurden. Zunächst wurde das Stadion vornehmlich für Highland Games und Leichtathletikveranstaltungen genutzt, bevor es zunächst von Rugby, seit den 1950er Jahren dann vermehrt für Cricket verwendet wurde. Im Jahr 2009 wurden zahlreiche Modernisierungsmaßnahmen vorgenommen, unter anderem eine Flutlichtanlage.

## Kapazität & Infrastruktur
Das Stadion hat vier Tribünen mit insgesamt 9704 Sitzplätzen. Hinzu kommt das sogenannte Embankment, einem Hügel auf dem bis zu 10.000 Stehplätze Platz finden. Die beiden Ends heißen Centennial Stand End und Embankment End.

## Internationales Cricket
Der erste Test Cricket fand im Februar 1979 statt, als Neuseeland auf Pakistan traf. Das erste One-Day International fand hier 1982 zwischen Neuseeland und Sri Lanka statt. Beim Cricket World Cup 1992 wurde ein, beim Cricket World Cup 2015 drei Vorrundenspiele hier ausgetragen. Im Februar 2017 musste bei einer Tour Australiens in Neuseeland ein ODI abgesagt werden, da der Platz die Regenfälle nicht ableiten konnte. Ein geplantes ODI im Folgemonat gegen Südafrika wurde daraufhin verlegt. Der Betreiber sagte daraufhin zu, die Spieloberfläche zu erneuern.

## Nationales Cricket
Das Stadion ist das Heimstätte für das Cricketteam der Central Districts.

## Rugby
Das Stadion ist Heimstadion der Hawke’s Bay Rugby Union und seit 1996 der in der Super Rugby spielenden Hurricanes. Bei den Rugby-Union-Weltmeisterschaften 1987 und 2011 wurde hier jeweils ein Spiel ausgetragen.